# Geoffrey Parnell
Geoffrey Parnell ist ein britischer Historiker. Er ist Keeper of the History of the Tower bei den Royal Armouries.

## Leben
Vor seiner Anstellung als Historiker des Towers of London arbeitete er als Inspector of Ancient Monument für English Heritage – bereits in dieser Stellung hatte er eine besondere Zuständigkeit für den Tower of London. In der TV-Miniserie The Tower auf Channel 4 tritt er in sieben von acht Episoden als er selbst auf. Er wurde 1996 mit einer Arbeit zur Baugeschichte des Towers unter dem Board of Ordnance promoviert.
Parnell hat umfangreiche archäologische Ausgrabungen im Tower vorgenommen, diverse Bücher und zahlreiche Artikel zur Geschichte der Festung veröffentlicht.

## Publikationen (Auswahl)
- Book of theTower of London. Batsford London 1993, ISBN 0-7134-6863-7.
- The Buildings and Works of the Office of Ordnance at the Tower of London, 1660–1722. 2 Bände. London 1995, (Digitalisate: Band 1, Band 2; University of London – King’s College, Thesis (Doctor of Philosophy), 1996).
- The Tower of London. Past & Present. Sutton Publishing, Stroud 1998, ISBN 0-7509-1763-6.
- The Royal Menagerie at the Tower of London. Royal Armouries Museum, Leeds 1999, ISBN 0-948092-42-4.
- mit Edward Impey: The Tower of London. The Official Illustrated History. Merrell Publishers London 2000, ISBN 1-85894-106-7.
- mit Ivan Lapper: The Tower of London. A 2000-Year History. Osprey Publishing, Oxford 2000, ISBN 1-84176-170-2.